# Oxyina bidentata
Oxyina bidentata är en insektsart som först beskrevs av Willemse, C. 1925.  Oxyina bidentata ingår i släktet Oxyina och familjen gräshoppor. Inga underarter finns listade i Catalogue of Life.